# 린도 맨

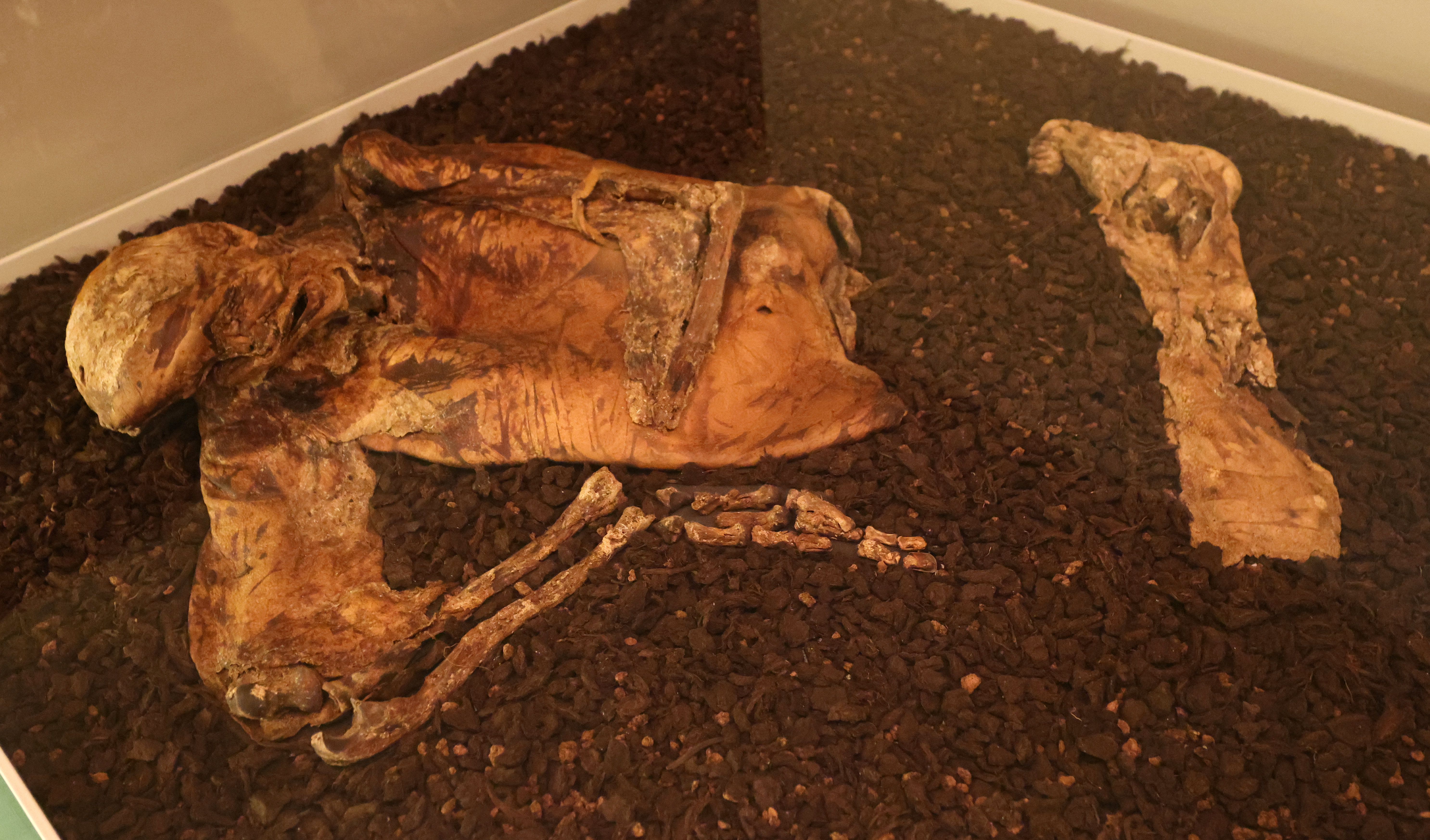
대영박물관에 전시 중인 린도 맨(2023년)

린도 맨(Lindow Man 또는 Lindow II)은 영국 북서부 체셔주의 윔슬로 근처 린도 모스(Lindow Moss)의 이탄 습지에서 발견된 한 남자의 보존된 습지 시체이다. 유해는 1984년 8월 1일 상업용 이탄 절단기에 의해 발견되었다. 린도 맨은 이끼에서 발견된 유일한 늪지 몸체가 아니다. 린도 우먼(Lindow Woman)은 전년도에 발견되었으며 다른 신체 부위도 회수되었다. 이 발견은 "1980년대 가장 중요한 고고학적 발견 중 하나"로 묘사되었으며 언론의 센세이션을 불러일으켰다. 이는 이전에 소홀히 여겨졌던 영국 늪지체에 대한 연구를 활성화하는 데 도움이 되었다.
시체 연대 측정은 문제가 있는 것으로 입증되었지만 철기 시대 또는 로마노-영국 시대인 기원전 2년에서 서기 119년 사이에 린도 모스에 뒤집어진 상태로 기탁된 것으로 생각된다. 사망 당시 린도 맨은 20대 중반의 건강한 남성이었으며, 일생 동안 과중하거나 거친 육체 노동을 한 흔적이 거의 보이지 않아 사회적 지위가 높았을 가능성이 있다. 그의 죽음의 이유에 대한 논쟁이 있었다. 그의 죽음은 폭력적이었고 아마도 의식적이었을 것이다.
회수된 시신은 동결건조 방식으로 보존되어 대영박물관에 영구 전시되고 있지만 가끔 맨체스터 박물관 등 다른 장소로 옮겨지기도 한다.

## 같이 보기
- 외치